# Мики Фин
Майкл Херн (англ. Michael Hearn) (более известен как Mickey Finn или Micky Finn) — британский диджей и музыкальный продюсер. Майкл является одним из пионеров рэйв и джангл сцен и основателем музыкального лейбла Urban Takeover. Он тесно сотрудничал с Aphrodite.
Мики Фин использовал в начале своих сетов вокальный семпл со словами: «Mick...ey..finn...finn...finn...mickey pussyclart finn».
Самые известные его треки на данный момент — это «Bad Ass» и «Jungle Brother».